# Cot
Cot – dystrykt w Kostaryce, w kantonie Oreamuno, w prowincji Cartago.

## Geografia
Cot ma powierzchnię 15.05 kilometrów kwadratowych i leży na wysokości 1,810 m n.p.m..

## Demografia
Według zliczenia ludności w 2011 roku w dystrykcie Cot mieszka 9,630 mieszkańców.

## Transport

### Transport drogowy
Przez dystrykt Cot biegną następujące drogi krajowe:
- Droga krajowa nr 219
- Droga krajowa nr 230
- Droga krajowa nr 402